# Nederlandse kampioenschappen schaatsen afstanden 2008 - 3000 meter vrouwen
De 3000 meter vrouwen op de Nederlandse kampioenschappen schaatsen afstanden 2008 werd gereden in oktober 2007, in ijsstadion Thialf te Heerenveen. Er namen twintig schaatssters deel.
Renate Groenewold was titelverdedigster na haar zege tijdens de NK afstanden 2007.

## Statistieken

### Uitslag
| #      | Schaatser               | tijd    |
| ------ | ----------------------- | ------- |
| Goud   | Renate Groenewold       | 4.09,70 |
| Zilver | Gretha Smit             | 4.10,06 |
| Brons  | Paulien van Deutekom    | 4.11,18 |
| 4      | Ireen Wüst              | 4.11,19 |
| 5      | Diane Valkenburg        | 4.11,92 |
| 6      | Jorien Voorhuis         | 4.12,72 |
| 7      | Elma de Vries           | 4.15,52 |
| 8      | Helen van Goozen        | 4.15,70 |
| 9      | Wieteke Cramer          | 4.16,43 |
| 10     | Marrit Leenstra         | 4.16,96 |
| 11     | Mireille Reitsma        | 4.17,00 |
| 12     | Tessa van Dijk          | 4.17,24 |
| 13     | Daniëlle Bekkering      | 4.17,67 |
| 14     | Foske Tamar van der Wal | 4.18,15 |
| 15     | Lisette van der Geest   | 4.18,76 |
| 16     | Janneke Ensing          | 4.19,72 |
| 17     | Linda Bouwens           | 4.22,05 |
| 18     | Sanne Delfgou           | 4.23,11 |
| 19     | Marja Vis               | 4.24,59 |
| 20     | Annouk van der Weijden  | 4.27,18 |